# تياغو دوس سانتوس
تياغو دوس سانتوس (بالبرتغالية: Thiago Santos‏) (5 سبتمبر 1989 بكوريتيبا في البرازيل - ) هو لاعب كرة قدم برازيلي في مركز الوسط. لعب مع نادي بالميراس ونادي أمريكا ونادي آراكسا ‏ وأتلتيكو لينينسي وNacional Futebol Clube (MG) ‏ وPrudentópolis Futebol Clube ‏ وUnião Recreativa dos Trabalhadores ‏ وIpatinga Futebol Clube ‏.

## وصلات خارجية
- تياغو دوس سانتوس على موقع الدوري الأمريكي (الإنجليزية)
- تياغو دوس سانتوس على موقع قاعدة بيانات كرة القدم.إي يو (الإنجليزية)
- تياغو دوس سانتوس على موقع Soccerway.com (الإنجليزية)
- تياغو دوس سانتوس على موقع عالم كرة القدم.نت (الإنجليزية)